# Досница
Досница или Кленика (на гръцки: Αμμόρεμα, Аморема, до 1969 година Ντοσνὶτς) е река в Егейска Македония, Гърция, ляв приток на река Бистрица (Алакмонас).

## Описание
Реката извира в планината Гълъмбица северозападно под връх Елинца (Елафи, 1469 m) под името Кленика. Тече в югоизточна посока и минава южно под връх Волче и североизточно под Буф (1432 m). Излиза от планината югозападно от Нестрам (Несторио) и като Досница се влива в Бистрица (в района наричана Белица) като ляв приток.